# Occidozyga lima
Occidozyga lima és una espècie de granota que viu a Bangladesh, Cambodja, Xina, l'Índia, Indonèsia, Laos, Malàisia, Myanmar, Tailàndia, Vietnam i, possiblement també, al Nepal.